# DB Class 103
A DB Class 103 ou Baureihe 103 é uma classe de locomotiva elétrica da Alemanha, que foi operada pela Deutsche Bundesbahn.

## Desenvolvimento
Nas decadas seguintes após a Segunda Guerra Mundial a DB focou-se na compra de um grande número de locomotivas elétricas padronizadas. A intenção da DB era a promoção do programa de eletrificação e a substituíção das antigas locomotivas elétricas existentes.
Para aquele momento uma velocidade máxima de 160 km/h era suficiente, já que o grande crescimento econômico fazia aumentar o número de automóveis.
Durante os anos de 1950, os planos eram de apenas fazer melhorias nas locomotivas Class 19 estas do período pré-guerra, para que atingisem a máxima de 180 km/h, mas o layout dela incapacitava a circulação no sistema tornando-as ineficientes. Então revisaram os planos e descobriram que seria necessário construír uma nova locomotiva com velocidade máxima de 200 km/h combinada com uma arranjo de rodeiros Co'Co' ou C-C e peso limite de 18 toneladas. Estes elementos para a nova classe foram testados nas locomotivas Class E 10 existentes.

## Protótipos

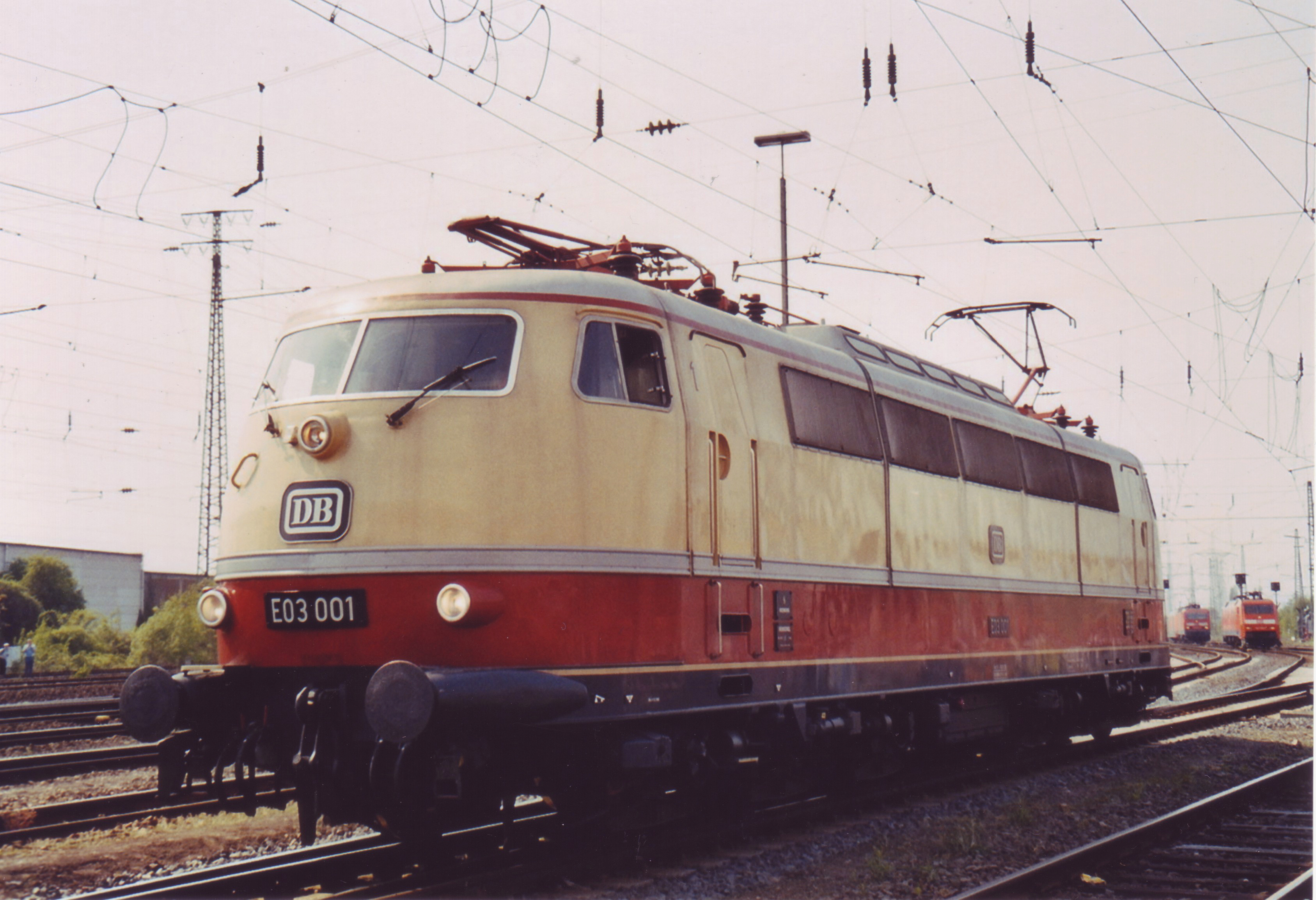
Protótipo da E03 103 001 na parada de locomotivas de museu da DB em Coblença maio de 2006.

Quatro protótipos foram concluídos em 1965. Estes protótipos foram apresentados ao público na Internationale Verkehrsausstellung (Feira Internacional de Transportes) em Munique no mês de junho de 1965, com o nome de Class E 03 (Class 103.0 após a introdução do novo sistema de numeração). Durante a exibição os protótipos trafegavam até Augsburg alcançando 200 km/h numa base regular. Estas experiências feitas na ocasião indicaram que a potência instalada de 5,950 Kw/7,980 Hp (continuamente 6,420 Kw/8,610 Hp uma hora) não era suficiente, sendo adicionados motores mais fortes na produção final.
A DB Class 103 iniciou o serviço em 27 de maio de 1970 e encerrou suas atividades em 2003.